# Paul Justin
(en) Statistiques sur pro-football-reference
Paul Donald Justin (né le 19 mai 1968 à Schaumburg) est un joueur américain de football américain.

## Carrière

### Université
Justin joue à l'université d'État d'Arizona, jouant pour l'équipe de football américain des Sun Devils.

### Professionnel
Paul Justin est sélectionné au septième tour du draft de la NFL de 1991 par les Bears de Chicago au 190e choix. Bien qu'il soit sélectionné au draft, Justin ne fait que le camp d'entrainement des Bears et n'est pas retenu dans l'effectif pour l'ouverture de la saison.
Il doit attendre deux ans avant de trouver une équipe, celle Rattlers de l'Arizona, jouant en Arena Football League. Il est désigné quarterback titulaire et réussi 55,9 % de ses passes lors de cette saison 1993, donnant quarante-cinq passes pour touchdown mais se faisant intercepté quinze fois ses ballons.
Après cela, il disparaît de la circulation et réapparait en NFL Europe en 1995 dans l'équipe allemande des Galaxy de Francfort. Il fait une très bonne saison, remportant le World Bowl III et nommé MVP de ce match. Il est aussi nommé joueur offensif de l'année pour la ligue et logiquement dans l'équipe de la saison en NFL Europe.
Repéré, Justin revient en NFL, signant avec les Colts d'Indianapolis comme quarterback remplaçant. Il joue trois saisons avec Indianapolis, étant titulaire occasionnel avant d'être libéré et de signer pour les Bengals de Cincinnati en 1998 avec qui il dispute quelques matchs mais retrouve un poste de remplaçant. En 1999, Justin apparaît dans l'effectif des Rams de Saint-Louis et entre au cours de dix matchs avant de faire deux saisons vierge. Après sa libération en 2001, Justin reste inscrit pendant longtemps sur la liste des agents libres de la NFL mais ne trouvera plus aucune équipe.